# Noblesse oblige (film)
Noblesse oblige è un film muto italiano del 1918 diretto da Marcello Dudovich.